# دیوید باتلر (بازیکن فوتبال، زاده ۱۹۵۳)
دیوید باتلر (انگلیسی: David Butler؛ زادهٔ ۳۰ مارس ۱۹۵۳) بازیکن فوتبال اهل بریتانیا است.
از باشگاه‌هایی که در آن بازی کرده‌است می‌توان به باشگاه فوتبال وست برومویچ آلبیون، باشگاه فوتبال وورکینگتون ای. اف. سی، و باشگاه فوتبال شروزبری تاون اشاره کرد.